# Romeinse insula naast de Capitolijn

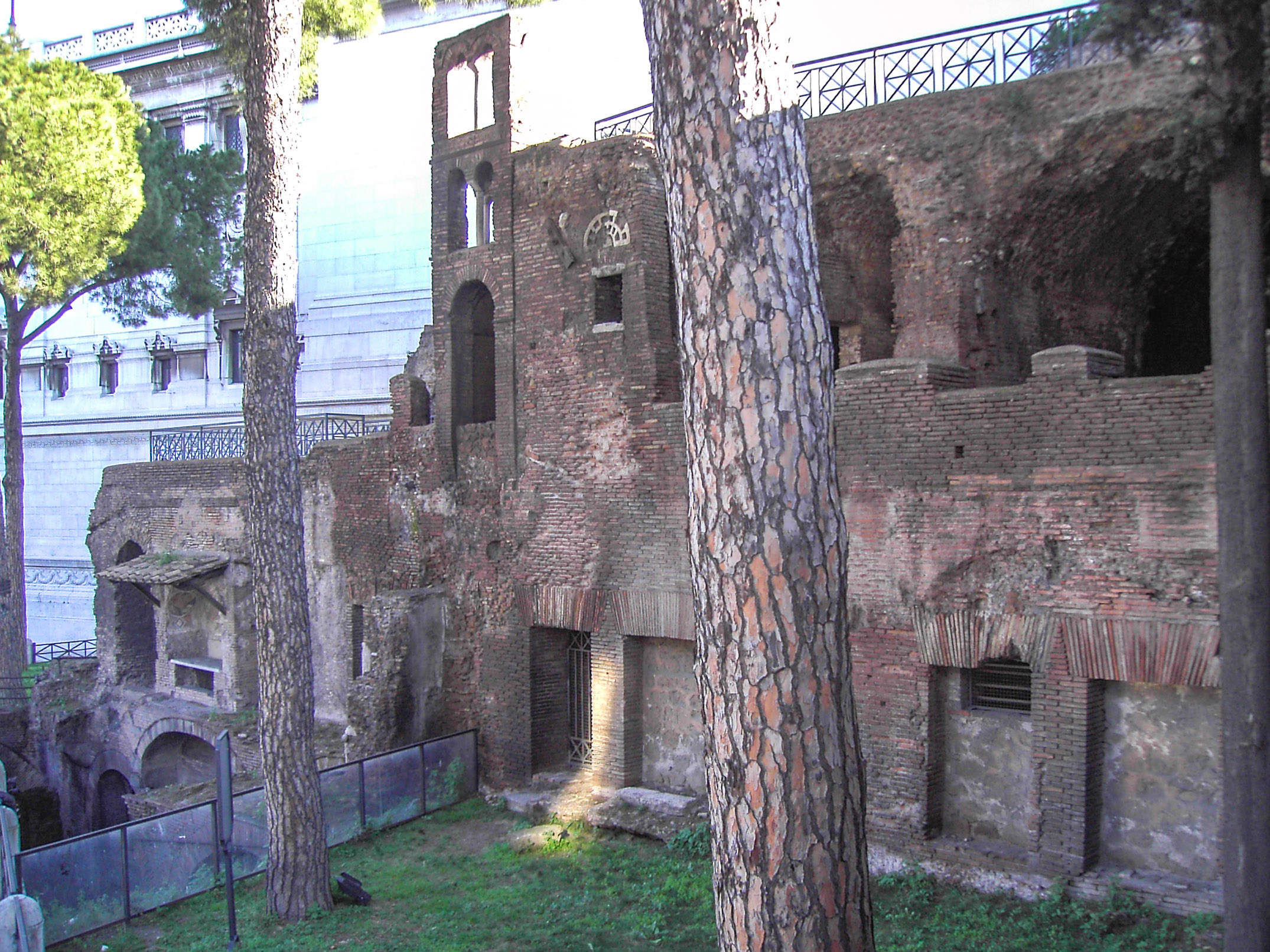
De derde en vierde woonlaag van de Romeinse insula bij de Capitolijn

Aan de voet van de Capitolijnse heuvel te Rome bevinden zich de resten van een Romeinse insula, het soort appartementengebouw waarin tijdens de keizertijd de meeste inwoners van Rome waren gehuisvest. Het is bij opgravingen in de jaren 1928-1930 blootgelegd aan de Via del Teatro di Marcello, naast de trap die leidt naar de kerk van Santa Maria in Aracoeli. 
Van dit gebouw uit de tweede eeuw na Chr. zijn vijf woonlagen bewaard gebleven, waarvan er twee onder het huidige straatniveau liggen en drie erboven. Op de begane grond bevonden zich winkels met een zuilengalerij ervoor. De verdieping erboven was een tussenverdieping boven de winkels. Op de derde woonlaag bevonden zich drie appartementen. Deze hadden aan de straatkant grote ramen van 2 m hoog en 1,3 m breed. Dit soort appartementen bestond uit meerdere vertrekken rondom een centraal vertrek (medianum) dat aan de straatkant lag. Het waren waarschijnlijk redelijk luxe appartementen met fresco’s en andere decoratie. Een eigen latrine maakte vaak deel uit van zo'n appartement. Op de vierde en waarschijnlijk ook op de vijfde woonlaag bevonden zich aparte kamertjes. Dit was huisvesting voor de armere bevolking.
Op de resten van het Romeinse huizenblok werd in de Middeleeuwen een kerk gebouwd, de San Biagio de Mercatello, die later werd verbouwd tot de Santa Rita. Bij de opgravingen in de jaren 1928-1930 werd deze gesloopt, afgezien van een romaans klokkentorentje uit de 11e eeuw en een apsis met een fresco uit de 14e eeuw, dat de graflegging van Jezus laat zien met Maria en Johannes aan weerszijden.